# Rohrendorf bei Krems
Rohrendorf bei Krems es una localidad del distrito de Krems, en el estado de Baja Austria, Austria. Tiene una población estimada, a principios del año 2021, de 2125 habitantes.
Está ubicada al oeste del estado, a poca distancia al norte del río Danubio y al oeste de Viena.